# Міжнародий інститут зварювання
1. ПЕРЕНАПРАВЛЕННЯ Міжнародний інститут зварювання